# Lucille Bogan
Lucille Bogan (Amory, 1897. április 1. – Los Angeles, 1948. augusztus 10.) amerikai bluesénekesnő, dalszerző.
Lucille Bogan az elsők között, akik lemezt készítettek. Bessie Jackson álnéven is készített lemezeket. Ernest Borneman zenekritikus megjegyezte, hogy Bogan a „blues három nagyágyújának” egyike volt Ma Rainey és Bessie Smith mellett. Bogan számos dalát mások később vették fel. Bogan sok száma – melyek nagy részét ő maga írta – alig burkolt humoros szexuális utalásokat tartalmaz, ezért dalait „piszkos bluesnak” is nevezik. Bogan szókimondó bluest énekelt az például ivásról („Sloppy Drunk Blues”), a prostitúcióról („Tricks Ain't Walking No More”), a szerencsejátékról, a leszbikusságról és  „az élet más aspektusairól”.
| Lucille Bogan                             | Lucille Bogan                             |
| Kattints az alábbi külső linkek egyikére! | Kattints az alábbi külső linkek egyikére! |
| ----------------------------------------- | ----------------------------------------- |
| Nem található szabad kép.(?)              |                                           |
| külső link · jogvédett                    | Lucille Bogan                             |

## Pályafutása
Bogan egyes források szerint Amoryban, Mississippi államban született, de az 1900-as népszámlálás szerint születési helye Birmingham (Alabama) volt. 1914-ben feleségül ment Nazareth Lee Bogan vasutashoz. 1915-ben vagy -16-ban született egy fia, Nazareth Jr. Később elvált Bogantól és feleségül ment James Spencerhez. Először 1923-ban vett fel vaudeville-dalokat az Okeh Recordsnál New Yorkban, Henry Callens zongoristával. Még ugyanebben az évben felvette a „Pawn Shop Blues” című albumát. Ez volt az első alkalom, hogy egy fekete blueszenész lemezét New Yorkon vagy Chicagón kívül vettek fel. 1927-ben felvette első nagy sikerét, a „Sweet Petunia” című számot, amelyet aztán Blind Blake is feldolgozott. Emellett felvételeket készített a Brunswick Recordsnál is.
1930-ra dalai már inkább az ivásról és a szexről szóltak, mint például a „Sloppy Drunk Blues” (amit Bogan maga írt 1930-ban). Ő vette fel a „Black Angel Blues” eredeti verzióját is, amelyet „Sweet Little Angel” címmel B. B. King és sokan mások feldolgoztak.
Bogan az 1920-as évek klubjaiban szerzett tapasztalatának köszönhetően számos dalában – melyek nagy részét ő maga írta – alig burkolt, humoros szexuális utalások szerepelnek. Különösen a prostitúció témája szerepelt számos felvételén. Az egyik ilyen a „Groceries on the Shelf (Piggly Wiggly)” volt, amelyet Charlie "Specks" McFadden írt. (A Piggly Wiggly egy délen és középnyugaton működő szupermarketlánc neve). „My name is Piggly Wiggly and I swear you can help yourself, and you've got to have your greenback, and it don't take nothin' else”.
1933-ban visszatért New Yorkba, és – látszólag kiléte elrejtése érdekében – Bessie Jackson néven kezdett lemezeket készíteni. Általában Walter Roland kísérte zongorán, akivel 1933, -35 között több mint 100 dalt vett fel, köztük néhányat a legnagyobb kereskedelmi sikerei közül, mint például a „Seaboard Blues”, a „Troubled Mind” és a „Superstitious Blues”.
Walter Rolanddal és Josh White-tal közös utolsó felvételei között szerepel a „Shave 'Em Dry” két változata, amelyet New Yorkban vettek fel 1935. március 5-én. A javítatlan alternatív változat hírhedt a nyílt szexuális utalásairól, ami egyedülálló felvétel a felnőtt klubokban énekelt dalszövegekről. Keith Briggs „Document Records Complete Recordings” kiadványában szereplő jegyzetei szerint ezeket vagy a hangmérnökök szórakoztatására, vagy legalábbis rejtett terjesztésre rögzítették. Briggs megjegyzi, hogy Bogan látszólag nem ismeri a dalszövegeket, éneklés közben olvassa őket, és maga is meglepődik rajtuk.
1935 után valószínüleg nem készített lemezeket. Egy ideig fia dzsesszegyüttesét, a Bogan's Birmingham Busterst menedzselte. 1948-ban, koszorúér-görcs bekövetkezett halála előtt röviddel Los Angelesbe költözött. A kaliforniai Carsonban található Lincoln Memorial Parkban nyugszik.

## Albumok
- https://adp.library.ucsb.edu/index.php/mastertalent/detail/106288/Bogan_Lucille
- MusicBrainz
- https://www.muziekweb.nl/fr/Link/M00000015360/POPULAR/Lucille-Bogan

### Kislemezek
- 1923: Chirpin' the Blues (Daddy Don't You Trifle on Me)
- 1923: Lonesome Daddy Blues
- 1923: The Pawn Shop Blues
- 1927: Levee Blues
- 1927: Jim Tampa Blues
- 1927: Doggone Wicked Blues
- 1927: Women Won't Need No Men
- 1927: Craving Whiskey Blues
- 1929: Pay Roll Blues
- 1929: Coffee Grindin' Blues
- 1930: My Georgia Grind
- 1930: They Ain't Walking No More
- 1931: Black Angel Blues
- 1931: Crawlin' Lizard Blues
- 1931: Sloppy Drunk Blues

## Díjak
- 2022: Blues Hall of Fame (posztomusz)

## Fordítás
- Ez a szócikk részben vagy egészben  a   Lucille Bogan című angol Wikipédia-szócikk ezen változatának fordításán alapul.  Az eredeti cikk szerkesztőit annak laptörténete sorolja fel. Ez a jelzés csupán a megfogalmazás eredetét és a szerzői jogokat jelzi, nem szolgál a cikkben szereplő információk forrásmegjelöléseként.